# Trichophysetis melalophalis
Trichophysetis melalophalis is een vlinder van de familie van de grasmotten (Crambidae), uit de onderfamilie van de Glaphyriinae. De wetenschappelijke naam van deze soort is voor het eerst voorgesteld als Hendecasis melalophalis door George Francis Hampson in een publicatie uit 1906.
De soort komt voor in Australië (Queensland).